# Fundacja Rodzić po Ludzku
Fundacja Rodzić po Ludzku – fundacja, organizacja pozarządowa non profit powstała w 1996 aby podejmować działania edukacyjne i informacyjne oraz wpływać na zmiany systemu opieki okołoporodowej w Polsce. 
Misją Fundacji jest wzmocnienie i wspieranie kobiet w otwartym formułowaniu swoich potrzeb i domaganiu się swoich praw. Wnosi ich doświadczenia do przestrzeni publicznej, ponieważ uważa, że stosunek społeczeństwa do narodzin i macierzyństwa jest miarą wrażliwości społecznej. 
Za swoją działalność Fundacja Rodzić po Ludzku otrzymała nagrodę Światowej Organizacji Zdrowia (WHO) w 2015 roku oraz Nagrodę ONZ Funduszu Ludnościowego ONZ (United Nations Population Award) w 2016 roku.
Jest organizacją pożytku publicznego. 

## Władze Fundacji Rodzić po Ludzku
Zarząd Fundacji: Joanna Pietrusiewicz - prezeska (od 2013 roku), Monika Piekarek, Agnieszka Wądołowska. 
Prezeską Fundacji w latach 1996 - 2012 była Anna Otffinowska, która za swą społeczną działalność w Fundacji Rodzić po Ludzku otrzymała Medal świętego Jerzego za rok 2008, a w 2012 prezydent Bronisław Komorowski odznaczył ją Krzyżem Kawalerskim Orderu Odrodzenia Polski. 
Rada Fundacji: Piotr Pacewicz - przewodniczący, Elżbieta Cichocka - Bójko, Anna Otffinowska, Grażyna Skibicka, Ewa Smuk-Stratenwerth, Agnieszka Wolfram - Zakrzewska.

## Historia
Fundacja Rodzić po Ludzku powstała 26 marca 1996 r., aby kontynuować działania zainicjowane przez grupę dziennikarzy i działaczy społecznych podczas pierwszej akcji „Rodzić po ludzku”. Organizatorzy tej akcji w czasie dwóch pierwszych edycji, w 1994 i 1995 roku, otrzymali 15 tysięcy listów, na podstawie których opracowano przewodnik po polskich porodówkach. Autorki listów pisały o braku intymności na wieloosobowych salach porodowych, anonimowości, samotności i braku wsparcia, rutynowych procedurach, rozdzieleniu z dzieckiem i bliskimi. 
Pierwszym z działań Fundacji było sformułowanie Dekalogu “rodzenia po ludzku”, czyli opracowanie zbioru oczekiwanych zmian w położnictwie.
1997 r. Rozpoczęcie działalności edukacyjnej skierowanej do położnych, personelu medycznego i innych specjalistów opieki okołoporodowej.
1998 r. Uruchomienie pierwszego bezpłatnego telefonu wsparcia dla kobiet przeżywających  trudności wczesnego okresu macierzyństwa. Otwarcie pierwszej w Polsce poradni psychologicznej dla kobiet w ciąży i matek małych dzieci „Początek”.  
Od 1998 r. Rozpoczęcie cyklu kampanii społecznych, które poskutkowały stworzeniem w 2012 roku standardów opieki okołoporodowej w randze rozporządzenia Ministra Zdrowia.
2020 r. pierwszy Konkurs dla położnych “Anioły Rodzić po Ludzku”.
Monitoringi porodówek:
2000 r. III Akcja “Rodzić po ludzku”-  monitoring oddziałów położniczych w Polsce
2004 r. Monitoring przestrzegania praw pacjenta w oddziałach położniczych
2005 r. Badanie „Wpływ porodu na jakość życia kobiet”
2006 r. IV Akcja "Rodzić po ludzku" - “Rodzić po ludzku to nie przywilej”
2007 r. Raport Fundacji „Opieka okołoporodowa w Polsce w świetle akcji „Rodzić po ludzku” 2006 dot. opieki okołoporodowej i przestrzegania praw pacjenta na podstawie informacji zebranych w 2005 r. i 2006 r. 
2009 r. Monitoring działań administracji samorządowej w zakresie opieki nad matką i dzieckiem
2012 r. Monitoring placówek położniczych województwa mazowieckiego.
2016 r. Monitoring oddziałów położniczych - badanie dotyczące medykalizacji porodu w Polsce. Publikacja raportu „Medykalizacja porodu w Polsce. Raport z monitoringu oddziałów położniczych”.
2018 r. Monitoring Opieki Okołoporodowej - badanie dotyczące stosowania przemocy w placówkach położniczych. Publikacja raportu z monitoringu oddziałów położniczych "Opieka okołoporodowa w Polsce w świetle doświadczeń kobiet".
2019 r. Akcja “Głos Matek ma moc zmiany". Uruchomienie programu lokalnych aktywistek “Na straży "rodzić po ludzku".
Wpływ na zmiany legislacyjne:
2007-2010  powołanie na wniosek Fundacji zespołu ds opracowania standardów opieki okołoporodowej i praca w tym zespole.
2011 Ogłoszenie Rozporządzenia Ministra Zdrowia ws. sStandardów postępowania medycznego przy udzielaniu świadczeń zdrowotnych z zakresu opieki okołoporodowej sprawowanej nad kobietą w okresie fizjologicznej ciąży, fizjologicznego porodu, połogu oraz opieki nad noworodkiem -  czyli Dekalog “Rodzenia po Ludzku” staje się obowiązującym prawem.
2012  Uruchomienie portalu www.GdzieRodzic.info - bazy porodówek w Polsce.
2015 Na straży Standardów Opieki Okołoporodowej - walka o wdrożenie Standardów - powołanie w Ministerstwie Zdrowia zespołu ekspertów. 
Powołanie Koalicji "Rodzę - mam prawa".
2016 próba likwidacji Standardów Opieki Okołoporodowej - akcja "Walka o Standardy trwa"
Petycja „Obywatele w obronie Standardów Opieki Okołoporodowej” do Beaty Szydło - Prezesa Rady Ministrów - 75 000  podpisów
Powołanie zespołu ds. opracowania nowego Standardu Opieki Okołoporodowej w Polsce - walki o Standardy cd.
2019 Obrona Standardów Opieki Okołoporodowej zakończona - Rozporządzenie Ministra Zdrowia w sprawie Standardów Organizacyjnych zostało podpisane.
Działalność edukacyjna:
od 1997 r. konferencje dla personelu medycznego: „Potrzeby kobiet - potrzeby nowoczesnego położnictwa”, „Być matką od początku”(1998),  "Wspierająca moc dotyku"(1999), „Rodzić po ludzku – perspektywy i nadzieje”(2000), „Poród jako doświadczenie kobiety – rola, misja, odpowiedzialność położnej i lekarza”(2005), „Trauma narodzin – jak dalece przebieg porodu wpływa na zdrowie matki i dziecka”(2007), „Poród na ostrzu noża - o medycznych, psychologicznych i społecznych aspektach cesarskiego cięcia”(2008), „Holistyczne położnictwo - nowe wyzwania w opiece nad matką i dzieckiem” (2009), „Nie zabieraj mnie od mamy! Pierwszy kontakt, więź, laktacja i ich znaczenie w życiu matki i dziecka”(2010).
od 2001 r. międzynarodowe konferencje: „Dialog z dzieckiem i rodzącą – o emocjonalnym kontakcie w czasie ciąży i porodu”, "Dokąd sięgają granice medycznego bezpieczeństwa? – nowoczesna technologia medyczna a podmiotowość rodzących kobiet”(2002), “Alternatywne miejsca do porodu - czy mogą istnieć w Polsce?”(2003), „Model opieki okołoporodowej – od kogo zależą zmiany w polskim położnictwie?”(2004), Międzynarodowy Kongres „Witajcie na świecie – o perspektywach i kierunkach światowego o polskiego położnictwa.”(2006). 
od 2001 r.  kursy dla instruktorek szkół rodzenia.
od 2002 r.  cykl wydawniczy dla kobiet "Wiesz więc wybierasz".  
od 2011 r. doroczny cykl konferencji szkoleniowych w 5-ciu miastach w Polsce  "Pozwólcie nam się przywitać", „Nowy Standard w Położnictwie”, „Być położną dziś i jutro - jak sprostać wymaganiom współczesności”, "Procedury i Emocje – profesjonalna relacja położnej z kobietą”, „Teraz położne! – wyzwania i możliwości dla zawodu”, „Położne kobiet - siła w porozumieniu”.
2016 r. I Tydzień Godnego Porodu w Polsce. 
2018 r. II Tydzień Godnego Porodu w Polsce.
Kampanie społeczne
1999 r. Pierwsza kampania społeczna Fundacji "Macierzyństwo bywa trudne" o depresji poporodowej.
2001 r. Kampania społeczna Fundacji "Decyduj o swoim porodzie" - kampania o prawach kobiet w porodzie.
2003 r. Kampania społeczna "Mały pacjent - wielkie prawa".
2004 r. Kampania "Walczymy o normalność" - kampania o prawach pacjenta.
2008 r. Kampania społeczna przeciwko rutynowemu nacinaniu krocza „Nie daj się naciąć”.
2011 r. Kampania społeczna "Pozwólcie nam się przywitać" o pierwszym kontakcie matki z dzieckiem.
2015 r. Kampania społeczna "Rodzę - mam prawa" - kampania o Standardzie Opieki Okołoporodowej, kampania "Moją ciążę prowadziła położna" - o objęcie powszechnym ubezpieczeniem prowadzenie ciąży przez położną.
2019 r. Akcja Głos Matek ma moc zmiany".

## Nagrody i wyróżnienia
- Nagroda w konkursie na Najlepszą Inicjatywę Obywatelską „Pro Publico Bono” (1999)
- Nagroda "Parasol Szczęścia" redakcji miesięcznika "Twoje dziecko" w 2000 r. - "za konsekwencję i rozmach w prowadzeniu wielkiej akcji, która przywraca prawo do godnych narodzin i dokonuje rewolucyjnych zmian w polskim położnictwie" (2000)[23]
- Nagroda imienia Św. Kamila[24] 2010  w kategorii "instytucje, stowarzyszenia i organizacje będące wzorem opieki nad chorymi i ich rodzinami"  za "wieloletnią działalność, nacechowaną determinacją w dążeniu do poprawy sytuacji rodzących matek i ich dzieci oraz za podjęte w tym celu społeczne akcje edukacyjne".
- Nagroda “Innowacje dla zdrowia”[25] Stowarzyszenia Grupy Roboczej na Rzecz Innowacji w Ochronie Zdrowia za portal gdzierodzic.info (2014).
- Nagroda Światowej Organizacji Zdrowia (WHO)[26] 2015.
- Nagroda ONZ Funduszu Ludnościowego ONZ[27] (United Nations Population Award) 2016.